# Jacques Delcourt
Pour les articles homonymes, voir Delcourt.
Jacques Delcourt est un karatéka français, né le 21 août 1928 au Touquet-Paris-Plage et mort le 19 novembre 2011 à Champigny (Yonne). 
Il est surtout connu pour avoir fondé et présidé la Fédération française de karaté et disciplines associées le 19 mars 1975. Il a été le premier président de la Fédération européenne de karaté et de la Fédération mondiale de karaté pendant de longues années. Il est à l'origine de la création des championnats d'Europe, dont la première édition a lieu à Paris en 1966, mais aussi de celle des championnats du monde, organisés à Tokyo à compter de 1970.

## Biographie
Il s'engage dans la résistance à l'âge de quinze ans et devient membre de l'Organisation civile et militaire. Un an plus tard, alors qu'il a seize ans, il est blessé au combat et affecté dans le 110e régiment d'infanterie.
Jacques Delcourt est nommé à la tête du karaté français en 1961 alors que la discipline n'est encore qu'une branche de la Fédération française de judo. En 1963, il est demi-finaliste aux championnats de France par équipe.
La même année, il invite en France, pour qu'ils participent à la première compétition internationale de l'histoire du karaté, les responsables des six autres fédérations nationales pleinement constituées et qui se trouvent en Allemagne, Belgique, Espagne, Italie Suisse et Royaume-Uni. Ces pays   acceptent, et le congrès qu'ils forment débouchent sur la création de l'Union européenne de karaté, future Fédération européenne de karaté, en 1965. Delcourt en devient le premier président.
Dès lors, il noue des contacts avec les responsables japonais. Leurs discussions amènent à la création de la Fédération mondiale de karaté, alors nommée Union mondiale des organisations de karaté, dont Delcourt devient aussi le président. Les premiers championnats du monde de karaté ont lieu peu après à Tokyo en 1970.
Il cesse d'être président de la Fédération européenne de karaté en 1997 et de la Fédération française de karaté et disciplines associées en 1998. Il est resté cependant Président Honoraire et Membre à vie des Comités Exécutifs Mondiaux et Européens, ainsi que du Comité Directeur de la Fédération française, (ex-qualité par application des statuts mondiaux) et Chairman (président) de la Commission Juridique et Disciplinaire Mondiale.
Il est Membre du conseil d’administration du Comité national olympique français (CNOSF) de 1982 à 1994. Il est ceinture noire 6e Dan de karaté et titulaire de la Médaille d'or du Prestige de la Fédération française de karaté et disciplines associées.
Sa carrière professionnelle: Juriste d'entreprise (Volvo puis Charbonnages de France groupe peintures Ripolin) il est titulaire d'un Master en Droit et d'un DESS (master) option "Management et Droit du Sport". Il est Officier de la Légion d'Honneur, Chevalier de l'Ordre national du Mérite et titulaire de nombreuses décorations ou distinctions.
Il meurt le 19 novembre 2011 à l'âge de 83 ans à son domicile.